# Omwalling van Karel V

De stadsgrenzen van Parijs van de 4e eeuw tot 2015.
Gallo-romeinse omwalling
Karolingische omwalling
Omwalling van Filips II Augustus
Omwalling van Karel V de Wijze
Omwalling van Lodewijk XIII
Muur van de Belastingpachters
Stadsomwalling van Thiers
Parijs in 2015

De Omwalling van Karel V is een omwalling die tussen 1356 en 1383 rond Parijs werd aangelegd, op initiatief van koning Karel V de Wijze en Étienne Marcel, de deken van het koopmansgilde. Frankrijk was toen in oorlog met Engeland. De Omwalling van Filips II Augustus, gebouwd tussen 1190 en 1215, volstond grotendeels nog als verdediging voor de universiteitswijk op de linkeroever van de Seine, maar de rechteroever was kwetsbaar. Daarom werd een nieuwe, verbeterde omwalling gebouwd, aangepast aan de nieuwe ontwikkelingen in de krijgskunst en de komst van de artillerie. Deze omwalling bestond uit drie vooruitgeschoven taluds, een zes meter hoge contrescarpe, een dertig meter brede gracht en aan de binnenzijde een escarpe. Verder werd er vanaf 1548 een verbod afgekondigd om te bouwen buiten deze omwalling. Dit verbod had defensieve maar ook administratieve redenen en werd herhaald in 1627, 1633 en 1642.
Onder Lodewijk XIV werd de omwalling, die zijn militaire functie had verloren, gesloopt en in de plaats kwamen boulevards. Van deze omwalling zijn daarom weinig sporen meer zichtbaar. In 1991 werd een 14e-eeuws deel van de muur (escarpe) blootgelegd bij het Louvre in het 1e arrondissement van Parijs. Deze muur is geconserveerd in de hall Charles V van de carrousel van het Louvre.

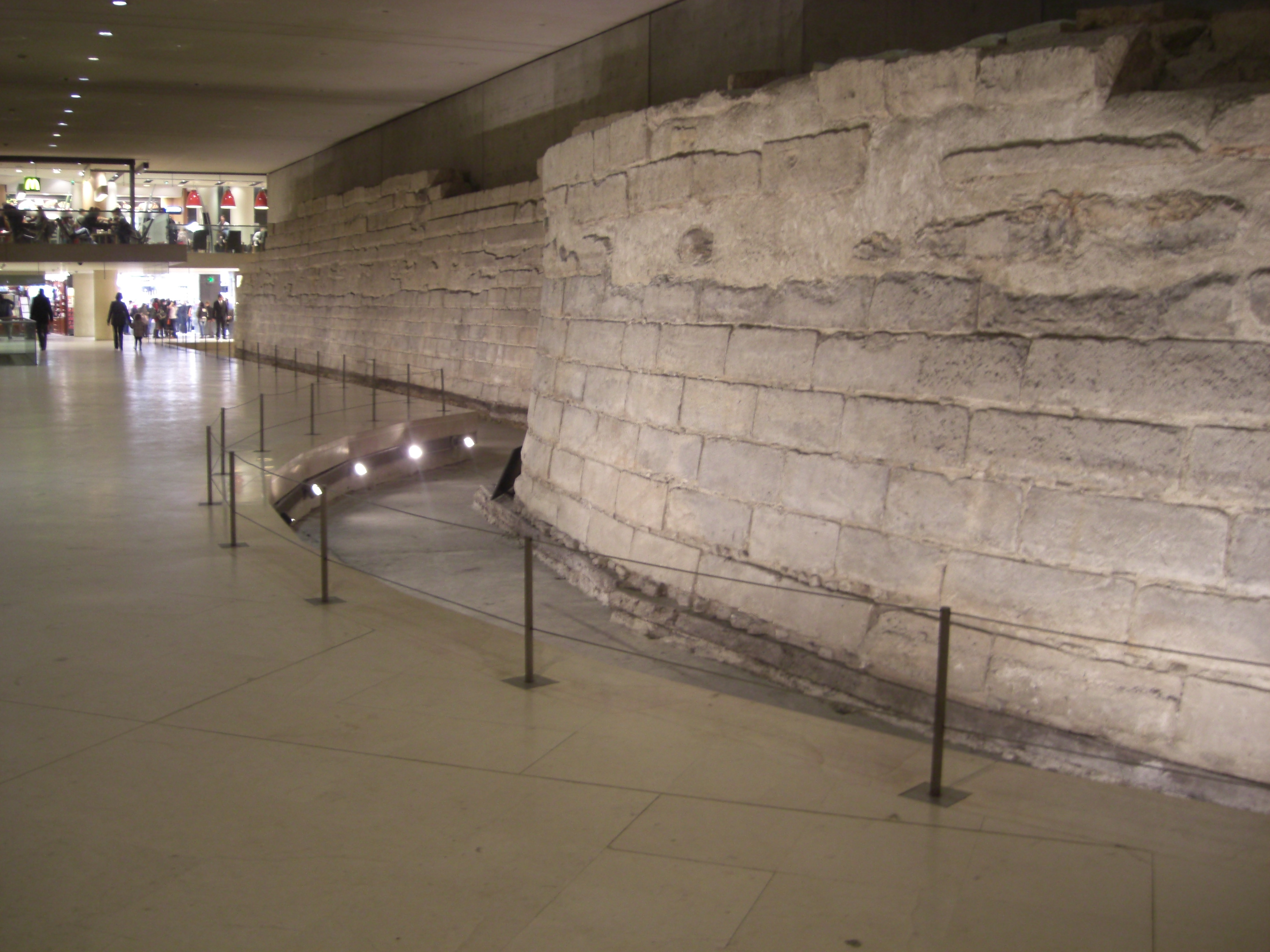
hall Charles V (Louvre)